# Boss Game Studios
Boss Game Studios era una empresa desarrolladora de videojuegos ahora desaparecida especializada en juegos para Nintendo 64. La empresa se formó como una rama independiente de Boss Film Studios (una compañía que creó efectos especiales para películas incluyendo Die Hard y Ghostbusters). La empresa empezó a trabajar en un juego de carreras de Xbox en 2002, pero se disolvió poco después.

## Juegos desarrollados
- Top Gear Rally (Nintendo 64) (1997)
- Spider: The Video Game (PlayStation) (1997)
- Twisted Edge Snowboarding (Nintendo 64) (1998)
- Boss Rally (Windows) (1999)
- World Driver Championship (Nintendo 64) (1999)
- Stunt Racer 64 (Nintendo 64) (2000)
- RacerX (Xbox) (no lanzado)

- Datos: Q964885